# Se rematan ilusiones

Se rematan ilusiones es una película en blanco y negro de Argentina dirigida por Mario C. Lugones sobre el guion de Wilfredo Jiménez adaptado por Francisco Oyarzábal que se estrenó el 28 de abril de 1944 y que tuvo como protagonistas a José Olarra, Tito Gómez, Miguel Gómez Bao, Virginia Luque y Ana Arneodo. Fue el debut de Lugones como director.

## Sinopsis
Un joven intenta seguir un camino distinto del de su padre empleado público jubilado y se asocia con un amigo para fabricar bolsas.

## Reparto
- José Olarra
- Tito Gómez
- Miguel Gómez Bao
- Virginia Luque
- Ana Arneodo
- Mario Medrano
- Eduardo Cuitiño
- Ilde Pirovano
- Julio Renato
- Rufino Córdoba
- Herminia Mancini
- Marcos Zucker
- Gabriel Rodríguez Herrera
- Bordignón Olarra
- Raúl Miller
- Ernesto Villegas
- Pedro Bibe
- Alberto de Mendoza
- Gonzalo Palomero
- Warly Ceriani

## Comentarios
La Nación lo consideró un filme sencillo pero eficaz en su carácter risueño y Calki en El Mundo escribió:

"La comedia recoge leves críticas a la burocracia, matices humorísticos, ligeras notas de emotividad hogareña, y su gramo de significación social"

Por su parte Manrupe y Portela opinan:

"...con un asunto ingenioso, toques de idealismo optimista y algunos toques de observación social."